# Szilágyi Farkas
Kövesdi Szilágyi Farkas (Csekelaka, 1839. október 20. – Nagyenyed, 1910. szeptember 6.) református lelkész, történész.

## Élete
Tanult a nagyenyedi Bethlen főiskolában. Itt nyerte lelkészi oklevelét 1866-ban. A nagyenyedi református egyház 1867-ben rendes lelkészéül választotta meg. 1884-ben megalapította Nagyenyeden a szegény tanulókat segélyező kört, melynek elnöke volt 1896 végéig. 1894-96-ban mint a teológia helyettes tanára működött ugyanott az akadémián.
A Nagyenyeden megjelent Közérdek szerkesztőségének 1883-tól 1889-ig tagja volt (ebben nagyobb cikke 1887. A nagyenyedi ref. templom története).

## Munkái
- Nagy-Enyed pusztulása. Nagy-Enyed, 1891.
- Alsófehér-vármegye 1848-49-ben. Uo. 1898. (Alsófehér Vármegye Monografiája III. 1. rész).